# Orestias pentlandii
Orestias pentlandii is een straalvinnige vissensoort uit de familie van de eierleggende tandkarpers (Cyprinodontidae). De wetenschappelijke naam van de soort is voor het eerst geldig gepubliceerd in 1839 door Valenciennes.